# IMG ワールド・オブ・アドベンチャー
IMG ワールド・オブ・アドベンチャー (IMG Worlds of Adventure) とは、2016年にアラブ首長国連邦ドバイにあるテーマパークである。

## 歴史
このテーマパークはIlyas&Mustafa Galadari(IMG)グループによって建設された、世界最大の屋内テーマパークである。
このテーマパークは、ドバイランドの一部であるアラビア市の開発プロジェクトの一部で、2008年の不動産衝突事故のために行き詰まっていた。
2014年4月には、アブダビ・イスラム銀行から12億ドルの融資を受けた。
本テーマパーク自体の価値は36億ドルを超える。
開発業者は、このテーマパークは毎日1万人の訪問者を迎え、2万人まで収容できると予想している。
IMGグループは2014年1月、 「乗り物の基礎はほぼ完成しており、建物の構造も完成している」 と発表した。2014年初めに開業予定だった複合施設は、その後2014年末まで延期され、2016年8月15日に再開された。
このテーマパークにはテーマとは別の乗り物が17種類ある。
2016年12月、IMGワールドは第2のテーマパーク「IMGの伝説の世界」を発表した。第2パークはIMG ワールド・オブ・アドベンチャーに隣接し、Nickelodeon、Ubisoft、Saban Brands、Pokémon、Mattel、The Anime Zone、テレビ東京、Cartoon Network、Legends of Arabia、Lost Valley–Dinosaur Adventureなど、他のブランドの9つのユニークなゾーンとアトラクションが予定されている。

## テーマエリア
パーク内には「エピックゾーン」と呼ばれる四つのテーマエリアがある。
パーク内には12スクリーンの映画館もある。